# ナガエブナ
ナガエブナ（学名:Fagus longipetiolata）は、ブナ科の落葉性広葉樹の一種。高さ25ｍになる高木で、中国（長江流域）・ベトナム（ソンラ省・ラオカイ省）に分布する。